# Périgny, Calvados
Périgny är en kommun i departementet Calvados i regionen Normandie i norra Frankrike. Kommunen ligger i kantonen Condé-sur-Noireau som ligger i arrondissementet Vire. År 2022 hade Périgny 57 invånare.

## Befolkningsutveckling
Antalet invånare i kommunen Périgny
Referens:INSEE